# Drepanostachyum
Drepanostachyum là một chi thực vật có hoa trong họ Hòa thảo (Poaceae).

## Loài
Chi Drepanostachyum gồm các loài: